# غضروف مکل
در انسان، میله غضروفی قوس حلقی از غضروفی به نام غضروف مکل (انگلیسی: Meckel's cartilage) تشکیل شده‌است. راست و چپ. در بالای این غضروف استخوان‌های چکشی و سندانی شکل گرفته‌اند. خاستگاه غضروف مکل از نخستین کمان حلقی است.